# Dicyclohexylcarbodiimid
 N,N′-Dicyclohexylcarbodiimid  (abgekürzt DCC, auch N,N′-Dicyclohexylmethandiimin) ist eine reaktive organische Verbindung aus der Gruppe der Carbodiimide, die häufig in der Synthesechemie eingesetzt wird. Bei Standardbedingungen ist DCC ein farbloser Feststoff mit schwachem, charakteristischem Geruch.

## Darstellung und Gewinnung
Eine Darstellung geht vom Dicyclohexylthioharnstoff aus, wobei durch die Umsetzung mit Quecksilber(II)-oxid über einen Schwefel-Sauerstoff-Austausch intermediär das entsprechende Harnstoffderivat und nach anschließender Dehydratisierung die Zielverbindung entsteht.
Bei einem ähnlichen Syntheseweg wird Dicyclohexylharnstoff in Gegenwart von einem Sulfonsäurechlorid (z. B. TsCl) und Kaliumcarbonat als Base oder Triphenylphosphin und Triethylamin als Base dehydratisiert.

## Eigenschaften
Dicyclohexylcarbodiimid ist ein niedrig schmelzender Feststoff mit einem Schmelzpunkt bei 34–35 °C. Bei kälteren Umgebungstemperaturen kann der Stoff auch flüssig als unterkühlte Schmelze vorliegen. Da die Verbindung bei höheren Temperaturen zur Polymerisation und Zersetzung neigt, kann eine Destillation nur unter reduziertem Druck erfolgen. Der Siedepunkt liegt bei einem Druck von 15 mbar bei 148–152 °C. Der Flammpunkt ist mit 113 °C relativ hoch. Die Verbindung ist thermisch instabil. Eine DSC-Messung zeigt ab 254 °C eine exotherme Zersetzungsreaktion mit einer Wärmetönung von −269 kJ·kg−1 bzw. −55,5 kJ·mol−1.

## Verwendung
DCC findet vor allem bei der Synthese organischer Ester und Amide Verwendung. Insbesondere bei sterisch anspruchsvollen Edukten kommt es zu deutlichen Ausbeutesteigerungen. Des Weiteren ermöglicht es – im Gegensatz zur Fischer-Veresterung – Veresterungen und Amidierungen unter sehr milden Bedingungen, was für säurelabile Edukte wie tert-Butylalkohol von Interesse ist. Deswegen kommt DCC auch eine bedeutende Rolle in der in-vitro-Peptidsynthese und bei der Einführung von Schutzgruppen zu.

### Veresterungen und Amidierungen mit DCC
Carboxygruppen addieren rasch an eine C=N-Doppelbindung des DCC, wobei der entsprechende O-Acylisoharnstoff gebildet wird. Dieser Ester ist sehr reaktiv (vergleichbar mit einem Säureanhydrid), so dass er leicht von Aminen zum Amid umgesetzt wird. Für die Reaktion mit Alkoholen wird zusätzlich ein Acylgruppen-Überträger wie DMAP benötigt und man spricht von einer Steglich-Veresterung. In der Summe wird das aus der Kondensation der Säure mit dem Alkohol/Amin resultierende Wasser vom DCC aufgenommen und dieses dadurch zum N,N′-Dicyclohexylharnstoff umgesetzt.
Bei Veresterungen tritt als Konkurrenzreaktion häufig eine 1,3-Umlagerung auf, in welcher der O-Acylisoharnstoff irreversibel zum N-Acylharnstoff reagiert. Sowohl Acylgruppen-Überträger als auch Säurekatalyse können diese Reaktion unterdrücken, beides ist jedoch noch Gegenstand aktueller Forschung. Weitere Probleme dieser Reaktionen resultieren insbesondere bei der Produktreinigung aus dem anfallenden N,N′-Dicyclohexylharnstoff bzw. durch ebenfalls gebildete Säureanhydride.
DCC-aktivierte Veresterungen werden in der Regel bei 0 bis 25 °C und in trockenem (DCC ist wasserempfindlich) Dichlormethan durchgeführt, da hiermit in der Vergangenheit die besten Ausbeuten erzielt wurden. Auch ist das sich bildende Harnstoffderivat in Dichlormethan unlöslich und fällt somit aus der Reaktionslösung aus.
Als Alternative zu DCC wurden andere Carbodiimide sowie das Standard-Schutzgruppenreagenz Di-tert-butyldicarbonat (Boc2O) vorgeschlagen.

## Sicherheitshinweise
DCC kann bereits bei Hautkontakt giftig wirken, aber auch schwere Reizungen der Atemwege oder Augenschädigungen hervorrufen. DCC wirkt sensibilisierend.